# Айюб Хан, Гохар
Гохар Айюб Хан (англ. Gohar Ayub; 8 января 1937, Рехана, Британская Индия — 17 ноября 2023) — пакистанский государственный деятель. Был 20-м министром иностранных дел Пакистана.

## Биография
Гохар Айюб Хан — сын фельдмаршала Айюб Хана (бывшего президента Пакистана). Занимал должность министра иностранных дел с 1997 по 1998 год. Был известен крайне жёсткими антииндийскими заявлениями. Например в 1998 году он сказал, что Пакистан может выиграть войну против Индии за два часа. Когда его спросили по поводу уместности подобных речёвок, Гохар Айюб ответил, что это прерогатива министра иностранных дел делать подобные заявления.
Умер 17 ноября 2023 года в Международном госпитале Кулсум в Исламабаде, Пакистан, в возрасте 86 лет после непродолжительной болезни.